# Коррупция в Узбекистане
Коррупция в Узбекистане является серьёзной проблемой. Существуют законы, направленные на предотвращение коррупции, но их исполнение очень слабо. Низкий уровень судебного преследования коррумпированных должностных лиц является ещё одним фактором, способствующим разгулу коррупции в Узбекистане. Для непубличного должностного лица не является уголовным преступлением влиять на решение публичного должностного лица. Судебная система сталкивается с серьёзным функциональным дефицитом из-за ограниченности ресурсов и коррупции.
В Узбекистане коррупция присутствует во многих уровнях общества и бизнеса. Это также одна из самых коррумпированных стран мира, и среди факторов, способствующих этому, она обладает второй по величине экономикой в Центральной Азии, большими запасами природного газа и её географическим положением между соперничающими державами так называемой Второй холодной войны.
В Индексе восприятия коррупции Transparency International за 2017 год страна заняла 157-е место из 180 стран.
В Индексе восприятия коррупции Transparency International  за 2020 год страна заняла 146-е место из 179 стран.
Взяточничество, кумовство и вымогательство широко распространены в государственном секторе Узбекистана.
В отчёте Amnesty International за 2015 год цитируется бизнесмен, который был арестован и подвергнут пыткам в 2011 году, и сказал, что коррупция в Узбекистане — это «рак, распространившийся повсюду».

### Президентская власть

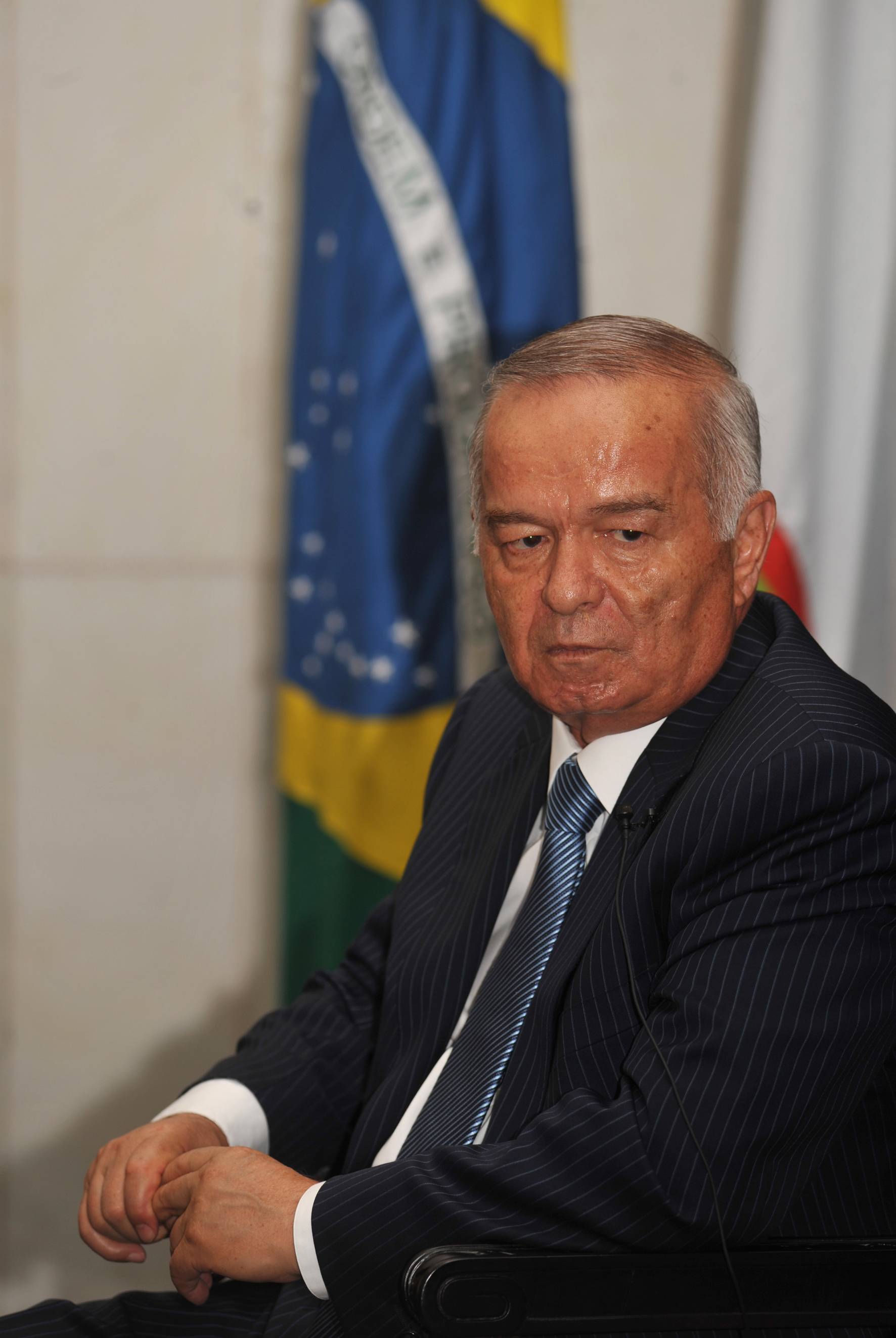
Президент Ислам Каримов

Узбекский художник Вячеслав Охунов сказал Der Spiegel в 2015 году, что покойный Ислам Каримов, тогдашний президент Узбекистана, был «диктатором», который проявляет мафиозные тенденции. Каримова обвиняют в том, что он правит Узбекистаном железным кулаком в течение четверти века, формируя культуру, которая «имеет большее сходство с Северной Кореей, чем с Китаем.» Критики сардонически отмечали, что почти нет телевизионной передачи новостей, в которой не было бы Каримова, «где-то перерезающего ленточку для какого-то нового объекта». По данным фонда «Наследие», абсолютная власть Каримова распространялась и на судебные назначения.
Freedom House сообщила, что Каримов осуществлял полную власть над законодательным органом, который действует как «резиновый штамп», утверждающий решения Каримова. Группа утверждает, что практически абсолютная власть Каримова позволяла ему использовать все сферы деятельности в своей стране для личной экономической выгоды.
Даже после его смерти при исполнении служебных обязанностей, влияние Каримова оставалось достаточно твёрдым, чтобы позволить его избранному преемнику, премьер-министру Шавкату Мирзиёеву, быть исполняющим обязанности президента в ожидании дополнительных президентских выборов в вопиющем пренебрежении к Конституции, которая возлагает эту ответственность на Президента Сената.

### Коррупционный скандал Гульнары Каримовой в сфере телекоммуникаций
Дочь президента, Гульнара Каримова, (как и сам президент) была связана с крупномасштабной коррупцией. Уголовное расследование в Швейцарии, начатое в 2012 году, было сначала направлено против четырёх граждан Узбекистана, имевших связи с Каримовой. Двое из них были арестованы в том же году и освобождены под залог. Также в 2012 году шведский телевизионный документальный фильм заявил, что шведская телекоммуникационная компания TeliaSonera AB заплатила 320 миллионов долларов Takilant (подставной компании из Гибралтара, предположительно связанной с Каримовой), в обмен на лицензии и частоты в Узбекистане.
В январе 2013 года шведские следователи опубликовали новые документы, очевидно, показывающие, что TeliaSonera пыталась вести переговоры напрямую с Каримовой. В том же году США и голландские власти начали расследование дела Каримовой.
В феврале 2014 года исполнительный директор TeliaSonera был вынужден уйти в отставку после того, как были обнаружены серьёзные провалы юридической экспертизы. В мае шведские СМИ обнародовали документы, в которых говорилось, что Каримова агрессивно продиктовала условия контракта с TeliaSonera и пригрозила ему препятствиями. Связанные с отмыванием денег расследования в Швейцарии и Швеции продолжались в течение всего года, и сотни миллионов долларов на счетах, связанных с делом, были заморожены властями.

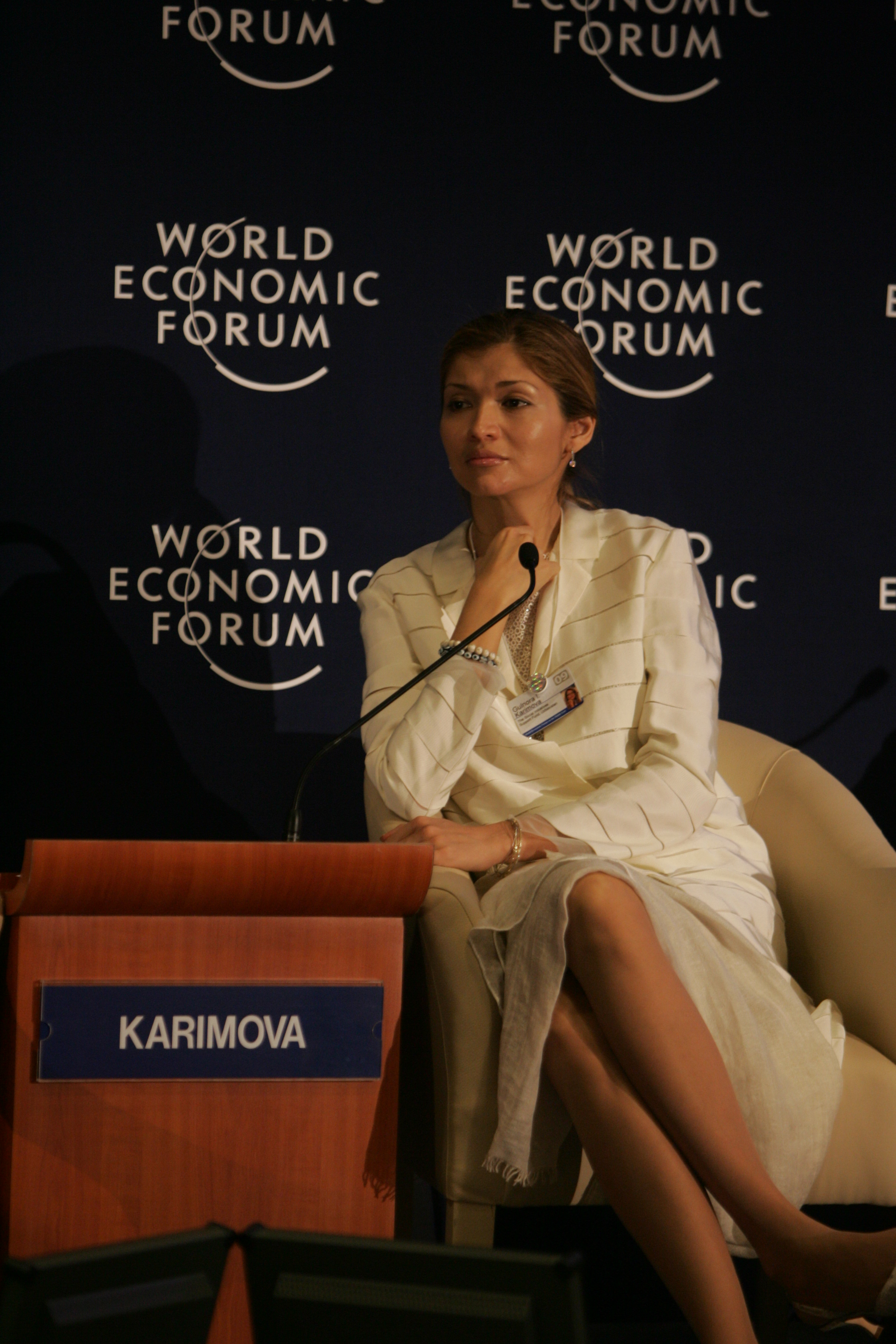
Гульнара Каримова

В марте 2014 года швейцарские власти начали расследование в отношении Каримовой по поводу отмывания денег, и прокуроры в Берне заявили, что эти доказательства привели их расследование в Швецию и Францию, и что они "наложили арест на активы, превышающие 800 миллионов швейцарских франков ($912 миллионов). По данным швейцарской газеты Le Temps, из изъятых средств 500 млн франков были задействованы TeliaSonera, а оставшиеся «причастны к личному имуществу Каримовой».
В 2014 году Министерство юстиции США и Комиссия по ценным бумагам и биржам исследовали TeliaSonera, а также находящуюся в Амстердаме компанию Vimpelcom Ltd. и российскую фирму ПАО «Мобильные ТелеСистемы» (МТС) по подозрению в том, что эти три фирмы направили сотни миллионов долларов компаниям, контролируемым Каримовой. В отчёте за август 2015 года указывалось, что прокуроры США просили власти Ирландии, Бельгии, Люксембурга, Швеции и Швейцарии арестовать активы на сумму около 1 млрд долл. США в связи с их расследованием.
Радио «Свобода» сообщило в январе 2015 года, что руководители норвежской телекоммуникационной компании Telenor, которой принадлежит треть «Вымпелкома», знали о миллионных суммах взяток.
В марте 2015 года Министерство юстиции попросило Швецию заморозить 30 миллионов долларов в фондах, находящихся в стокгольмском Nordea Bank.
Расследование Министерства юстиции обнаружило, что фирмы «платили взятки узбекским чиновникам за приобретение бизнеса мобильной связи в Узбекистане». Европейские следователи выяснили, что Takilant руководил бывший помощник Каримовой.
В отчёте за июль 2015 года указывалось, что власти США пытались конфисковать 300 миллионов долларов на банковских счетах в Ирландии, Люксембурге и Бельгии, утверждая, что эти средства были взятками, уплаченными Каримовой.
В августе 2015 года Радио Свобода сообщило, что власти Узбекистана арестовали девять подозреваемых в связи с расследованием, в том числе двух высших руководителей на заводе по розливу Кока-колы в Узбекистане, который ранее принадлежал Каримовой.

### Коррупция на выборах
«В Узбекистане нет свободных выборов», — сообщает Freedom House. На выборах в апреле 2015 года Каримов получил 90,39 % голосов, выиграв четвёртый срок, хотя конституция ограничивает президентов двумя сроками. Наблюдатели за выборами из Организации по безопасности и сотрудничеству в Европе критиковали проведение выборов, а Стив Свердлоу из Human Rights Watch назвал это «обманом».

### Судебная система
Коррупция широко распространена в судебной системе Узбекистана. Судебная система официально независима, но коррупция процветает, и закон фактически допускает определённые виды государственного вмешательства и «двусмысленности». Государственные должностные лица, юристы и судьи часто «непоследовательно интерпретируют местное законодательство и конфликтуют друг с другом». Коррупция является стандартной чертой судебного разбирательства, главным образом в конфликтах между фирмами. Считается, что судьи берут взятки и откаты от частных лиц и компаний в обмен на благоприятные решения. Судебная власть находится под контролем исполнительной власти, изобилует кумовством, фаворитизмом и откатами и характеризуется «ненадежными и непрозрачными» апелляционными процессами. «Взяточничество, злоупотребление служебным положением и расплывчатое толкование законов» приводят к несправедливым решениям. По сообщениям, в коммерческих делах суды предпочитают местные компании иностранным фирмам. Также предполагается, что суды рассматривают обвинения в коррупции против высокопоставленных чиновников только по указу президента. Хотя судебная система обязана поддерживать «права инвесторов и неприкосновенность контрактов», на практике это означает, что она регулярно отдаёт предпочтение «государственным или аффилированным с государством субъектам».
Судебные процедуры в Узбекистане, заявляет Heritage Foundation, «не соответствуют международным стандартам, и влиятельные лица могут безнаказанно экспроприировать имущество». Кроме того, правительство может конфисковать частную собственность без какой-либо причины, поскольку не существует системы регистрации залогового права.

### Уголовная судебная система
По данным Amnesty International, коррупция укоренилась в системе правосудия Узбекистана. Пытки (в форме «избиений, удушья, изнасилований и сексуальных посягательств») широко используются правоохранительными органами и властями. Пытки используются для «получения признаний, запугивания целых семей или получения взяток». Члены семьи подвергаются пыткам с целью получения признательных показаний, и «на основании этих признаний [пережившие пытки] были приговорены к длительным срокам лишения свободы после несправедливых судебных процессов».
Служба национальной безопасности Узбекистана, как сообщается, участвовала в пытках.

### Милиция
Коррупция в милиции Узбекистана была охарактеризована как «повсеместная». Вымогательство является обычным явлением, и милиция регулярно использует ложные обвинения, чтобы отговорить кого-либо от сообщения о своих коррупционных преступлениях в вышестоящие инстанции. В докладе за 2014 год говорилось, что коррупция в милиции в последнее время возросла из-за того, что валютный рынок перешёл под контроль известных преступных группировок.

### Государственная служба
Коррупция широко распространена в секторе государственной службы. Государственные служащие являются низкооплачиваемыми и, таким образом, включаются в процесс вымогательства, требования взяток, сообщает Антикоррупционный бизнес-портал. Чиновники вымогают платежи у компаний в связи с выдачей разрешений и лицензий, а также «используют произвольные проверки и карательные санкции для преследования компаний, вмешательства в их хозяйственную деятельность и снижения рыночной конкуренции».

### Частная собственность
Судебная коррупция препятствует защите прав собственности. Деловой Антикоррупционный Портал сообщает, что государство регулярно экспроприирует частную собственность, предоставляя возможности для вымогательства и коррупции.

### Принудительный труд
В то время как более 2-3 миллионов узбеков (в основном студенты университетов в качестве штатных работников в течение более 3 месяцев, преподаватели, профессора, врачи в качестве неполного рабочего дня в течение более 3 месяцев) «были вынуждены работать на хлопковых полях» во время сбора урожая 2014 года, согласно проекту по исследованию организованной преступности и коррупции (OCCRP), чиновники, как утверждается, растратили значительные средства от этой операции. «По сообщениям, были установлены невероятно высокие нормы, и рабочие были вынуждены платить штрафы, чтобы восполнить дефицит». Узбекско-германский Форум по правам человека назвал эти квоты «беспрецедентной степенью вымогательства», поскольку рабочих заставляли продолжать свой труд в обмен на продовольствие и жильё.

### Налоги
Считается, что коррупция широко распространена в налоговой администрации Узбекистана. Расплывчатое и неоднозначное налоговое законодательство допускает официальную коррупцию, часто в форме взяточничества и вымогательства за счёт иностранных компаний. Фирмы, участвующие в судебных спорах, подлежат аресту активов налоговиками, сообщает Антикоррупционный бизнес-портал.

### Таможня
Таможенный сектор Узбекистана изобилует коррупцией. Сообщается, что сотрудники таможни и пограничники берут взятки у контрабандистов, в результате чего количество контрабанды ежегодно увеличивается.

#### Ташкентские таможенные аресты
Несколько высокопоставленных чиновников Ташкентского областного Государственного таможенного комитета были арестованы по обвинению во взяточничестве в октябре 2014 года. Их обвиняли в вымогательстве взяток, участии в организованной преступности и получении услуг в обмен на работу в таможне. Сборы за оформление товаров через границы являются произвольными, и иностранные фирмы говорят, что таможенные ограничения являются «одной из самых серьёзных проблем для ведения бизнеса в Узбекистане».

### Государственные закупки
Коррупция широко распространена в секторе государственных закупок, который характеризуется широко распространённым конфликтом интересов, отсутствием прозрачности и вымогательством взяток в обмен на государственные контракты. Сообщается об отсутствии прозрачности по проведении торгов по контрактам от правительства.

## Иностранные инвестиции
По данным антикоррупционных групп, большинство иностранных фирм, получивших выгодные контракты, имеют связи с правящей элитой Узбекистана. Иностранные фирмы, объясняет один из источников, «регулярно подвергаются экспроприациям, политически мотивированным проверкам и дискриминации со стороны властей» в Узбекистане. По данным Госдепартамента США, иностранные фирмы «сообщали о многочисленных процессуальных нарушениях как в экономических, так и в уголовных судах Узбекистана, а посольству известно о ряде случаев, когда иностранные компании не получали своевременных платежей от местных партнёров». В отчёте Всемирного банка по ведению бизнеса за 2013 год Узбекистан занял 149-е место из 189 стран по шкале «лёгкости ведения бизнеса».
Американские фирмы заявляют, что коррупция является главным препятствием для прямых иностранных инвестиций в Узбекистан. Эти фирмы ссылаются на то, что «отсутствие прозрачности в бюрократических процессах, включая закупочные тендеры и аукционы, а также ограниченный доступ к конвертируемости валют, стимулируют поиск ренты, который работники государственного сектора часто оправдывают, указывая на их низкую заработную плату».
По мнению Госдепартамента США, для того чтобы обеспечить себе профессиональные назначения, выиграть государственные контракты, получить освобождение от правил, избежать уголовного преследования, получить государственные услуги и преференции, взяточничество является необходимостью. В посольство США поступили сообщения о многочисленных случаях вымогательства взяток, и «иностранные инвесторы, отказывающиеся платить взятки, испытывают трудности в своих деловых операциях, что является прямым следствием этого». Журнал Time сообщает, что тендеры и правительственные вакансии легко достигаются с помощью взяточничества, в результате чего неквалифицированные люди поднимаются на должности.
Госдепартамент ссылается на несколько жалоб инвесторов, которые утверждают, что процессу торгов не хватает прозрачности. «В некоторых случаях участниками тендера были зарегистрированные за границей компании, связанные с влиятельными узбекскими семьями, которые имеют ненадёжные иностранные адреса». Кроме того, узбекское государство может отменить регистрацию любого бизнеса, или лицензию или наложить штрафные санкции по желанию. Министерства имеют право принимать решения о том, требуют ли компании, находящиеся под их юрисдикцией, лицензии. Экономический суд может закрыть дела, которые имеют право на апелляцию, хотя процесс медленный, непредсказуемый и непрозрачный. Более прибыльные иностранные фирмы подвергаются большему риску экспроприации, хотя меньшие и менее прибыльные фирмы всё ещё находятся в опасности. Экспроприация произошла в нескольких отраслях, включая пищевую, горнодобывающую, розничную торговлю и телекоммуникации.
В течение восемнадцати месяцев, начиная с октября 2011 года, правительство запретило производство и распределение на пивоваренном заводе, принадлежащем датской Carlsberg Group. В том же году правительство инициировало ликвидацию Amantaytau Goldfields, совместного предприятия с участием британской фирмы Oxus Gold.
В сентябре 2012 года Ташкентский городской уголовный суд признал Уздунробиту, компанию сотовой связи, полностью принадлежащую российской компании МТС, виновной в финансовых преступлениях, и конфисковал её активы. Два месяца спустя апелляционный суд отменил этот вердикт, но оставил в силе штраф 600 миллионов долларов, наложенных на фирму. МТС ушла с рынка, списав все свои активы в Узбекистане, которые составили 1,1 миллиарда долларов. В 2013 году правительство передало эти активы государственной телекоммуникационной компании.
В 2013 году государственные органы начали уголовное расследование в отношении компании Muzimpex, местного партнера компании Coca-Cola, которая владела 43 % акций Muzimpex. В феврале 2014 года правительство ликвидировало Muzimpex и захватило его.

## Гражданское общество
Конституционная гарантия свободы печати в Узбекистане фактически отсутствует на практике, поскольку почти все средства массовой информации работают под контролем правительства. Сообщается, что журналисты, критикующие режим, подвергались «физическому насилию, преследованию, задержанию и штрафам», часто по обвинению в клевете. Журналисты, которые расследуют коррупцию, якобы вынуждены подвергать себя самоцензуре, чтобы избежать неприятностей. Местным гражданским организациям запрещается осуществлять мониторинг коррупции или сообщать о ней.

## Антикоррупция
Уголовный кодекс страны запрещает «все основные формы коррупции», но Деловой антикоррупционный портал сообщает, что этот закон плохо исполняется. Сообщается, что высокопоставленные правительственные чиновники действуют безнаказанно. Сама президентская семья участвует в нескольких расследованиях на международном уровне. Сообщается, что лица, сообщающие о коррупции, не защищены от мести.
Узбекистан подписал Конвенцию ООН против коррупции (UNCAC) и Стамбульский план действий, но не Конвенцию ОЭСР о борьбе с подкупом иностранных публичных должностных лиц в международных деловых операциях. Правительство обвиняется в пренебрежении региональными или местными инициативами по серьёзной борьбе с коррупцией.
До настоящего времени ни одной международной или местной организации не было разрешено проводить мониторинг или анализ коррупции в Узбекистане, кроме Генеральной прокуратуры, которая находится под контролем узбекского правящего режима. Ряд должностных лиц привлекается к уголовной ответственности каждый год в соответствии с антикоррупционными законами, причем наказание варьируется «от штрафа до лишения свободы с конфискацией имущества». Обвиняемые, как правило, являются политическими несогласными, а не коррумпированными должностными лицами, связанными с правящей элитой.

## Международная толерантность к узбекистанской коррупции
Во многом благодаря его стратегическому расположению и поставкам природного газа, многие страны не хотят оказывать давление на Узбекистан, чтобы улучшить ситуацию в сфере коррупции. Например, несмотря на высокий уровень коррупции и нарушения прав человека в его стране, Каримов получил тёплый прием от президента Европейской комиссии. Германия была описана как игнорирующая большую часть коррупции и нарушений узбекистанского режима, игнорирующая санкции ЕС, введённые в 2005 году после андижанских беспорядков, в которой было убито от 200 до 1500 человек; проводится обучение узбекских офицеров и ежегодные выплаты узбекскому правительству в обмен на доступ к военному объекту в Термезе. Der Spiegel предположил, что правительство Германии может предвидеть свои отношения с Узбекистаном как средство получения прибыли от запланированных трубопроводов природного газа, рассматриваемых в процессе строительства.